# Magnus Bergvalls förlag
Aktiebolaget Magnus Bergvalls förlag var ett svenskt bokförlag som grundades av Magnus Bergvall 1918 och leddes av honom till hans död 1947. Namnet förkortades ofta till Magn. Bergvalls förlag i förlagets böcker, och fortfarande i Libriskatalogen. Förlaget utgav huvudsakligen läromedel. Böcker utgavs under förlagsnamnet Bergvall in på 1970‒talet.
Verksamheten hade sitt ursprung i en butik för försäljning av skolböcker och materiel, som Magnus Bergvall öppnade 1900. Sedan 1905 utgavs läromedel under förlagsnamnet ”Bergvall”, men förlaget i aktiebolagsform bildades 1918.

## Verkställande direktörer
- Magnus Bergvall 1918–1947
- Karl‒Gustav Rosberg 1947–1954[4]
- Henry Pederby 1954–1967[5]